# Mary Kay Ash
Pour les articles homonymes, voir Ash.
Mary Kay Ash, née le 12 mai 1918 à Hot Wells, comté d'Harris au Texas et morte le 22 novembre 2001 à Dallas, est une dirigeante d'entreprise américaine et fondatrice de la société Mary Kay Cosmetics, Inc.